# Derrick Nix
Derrick Nix (ur. 11 grudnia 1990 w Detroit) – amerykański koszykarz, występujący na pozycji środkowego, aktualnie wolny agent.
15 października 2015 podpisał umowę z zespołem Energi Czarnych Słupsk. Został zwolniony 12 listopada.

## Osiągnięcia
NCAA
- Uczestnik rozgrywek:
  - NCAA Final Four (2010)[3]
  - NCAA Sweet 16 (2013)[4]
- Zaliczony do składu honorable mention All-Big Ten (2013)[5]

Drużynowe
- Uczestnik rozgrywek VTB (2013/14)[6]
- Uczestnik rozgrywek Eurocup (2013/14)[7]